# John E. McLaughlin

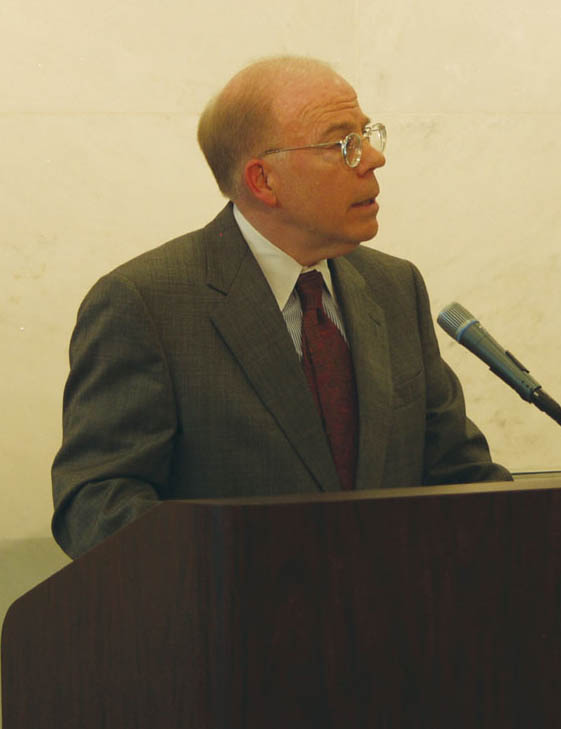
John McLaughlin (2004)

John Edward McLaughlin [dʒɑːn məˈklɑːklɪn] (* 15. Juni 1942 in McKeesport, Pennsylvania, USA) wurde am 19. Oktober 2000 als stellvertretender Direktor der CIA unter George Tenet vereidigt. Nach dem Rücktritt Tenets am 3. Juni 2004 und dessen Ausscheiden am 11. Juli 2004 diente McLaughlin als Übergangsdirektor. Am 24. September 2004 wurde er von Porter J. Goss abgelöst.

## Leben und Wirken
McLaughlin wurde in McKeesport geboren und begann ein Studium an der Wittenberg University in Springfield, das er 1964 mit einem Bachelor of Arts abschloss. Anschließend besuchte er die Paul H. Nitze School of Advanced International Studies. Diese verließ er 1966 mit einem Master of Arts. Er setzte sich speziell mit Angelegenheiten, die Europa betrafen, auseinander. Ein Jahr seines Studiums verbrachte er in Bologna am Johns Hopkins University SAIS Bologna Center. Von 1966 bis 1969 diente er in der United States Army als Offizier. Während dieser Zeit nahm er an einer Reise nach Südostasien teil. 1972 trat er in den Dienst der CIA und arbeitete im „Directorate of Intelligence“, also der Abteilung der CIA, die eingehende Daten und Informationen auswertet. Dort beschäftigte er sich mit Fragen, die Europa, Eurasien und Russland betrafen. Zwischen 1984 und 1985 arbeitete er im „Bureau of European and Canadian Affairs“ im Außenministerium, wo er dafür verantwortlich war, die Beziehungen Europas zum Nahen Osten, Mittelamerika und Afrika zu beobachten. Von 1985 bis 1989 war er stellvertretender Leiter und Leiter des „Office of European Analysis“ und zwischen 1989 und 1995 Leiter der „Slavic and Eurasian Analysis“. Director for Intelligence und Vize-Vorsitzender für Schätzungen und Vorsitzender des „National Intelligence Council“. Er war zwischen 1997 und 2000 stellvertretender Direktor für Intelligence. Von 2000 bis 2004 war er stellvertretender Direktor der CIA. Nach Tenets Rücktritt war er Übergangsdirektor, bis er schließlich von Porter J. Goss abgelöst wurde.
Er ist Mitglied der Aspen Homeland Security Group.